# Ministru fără portofoliu
Ministru fără portofoliu este persoana care deține funcția de ministru într-un guvern, dar nu este titularul nici unui minister.
În România, funcția de ministru fără portofoliu a apărut în 1916 în Guvernul Ion I.C. Brătianu (4), când Take Ionescu a fost numit ministru fără portofoliu.
La 21 ianuarie 1919 Alexandru Vaida-Voievod a fost numit ministru fără portofoliu în guvernul României.
La 9 aprilie 1918, Daniel Ciugureanu a fost numit ministru fără portofoliu pentru Basarabia în Guvernul Alexandru Marghiloman din România.